# Badminton la Jocurile Olimpice de vară din 2020 - individual masculin
Proba de badminton individual masculin de la Jocurile Olimpice de vară din 2020 de la Tokyo a avut loc în perioada 24 iulie-2 august 2021. Aceasta s-a desfășurat la Musashino Forest Sports Plaza, unde au concurat 41 de jucători din 36 de țări.

## Formatul competiției
Proba individual masculin s-a desfășurat în 2 faze: faza grupelor și faza eliminatorie. Pentru faza grupelor, jucătorii au fost împărțiți între 14 grupe de câte 3 sau 4 jucători fiecare. Fiecare grupă s-a jucat după sistemul fiecare cu fiecare. Cel mai bun jucător din fiecare grupă a avansat în faza eliminatorie. Faza eliminatorie a fost un turneu de eliminare desfășurat în patru etape, cu un meci pentru medalia de bronz. Întrucât au existat mai puțin de 16 grupe , unii jucători au avut un tur liber în optimile de finală.
Meciurile s-au jucat după sistemul cel mai bun din trei seturi. Fiecare set s-a jucat până când un jucător a ajuns la 21 de puncte, dar să existe o diferență de 2 puncte, cu excepția cazului în care scorul a ajuns la 30-29.

## Rezultate

### Faza grupelor
Fiecare câștigător de grupă s-a calificat în faza eliminatorie.

#### Grupa A
| Loc | Jucător             | MJ | MC | MP | SC | SP | DS | PC | PP | DP  | DS | Calificare                         |
| --- | ------------------- | -- | -- | -- | -- | -- | -- | -- | -- | --- | -- | ---------------------------------- |
| 1   | Heo Kwang-hee (KOR) | 2  | 2  | 0  | 4  | 0  | +4 | 84 | 59 | +25 | 2  | Calificare în sferturile de finală |
| 2   | Kento Momota (JPN)  | 2  | 1  | 1  | 2  | 2  | 0  | 76 | 63 | +13 | 1  |                                    |
| 3   | Timothy Lam (USA)   | 2  | 0  | 2  | 0  | 4  | -4 | 46 | 84 | -38 | 0  |                                    |

| Dată     | Oră   | Jucător 1     | Scor                                              | Jucător 2     | Set 1 | Set 2 | Set 3 |
| -------- | ----- | ------------- | ------------------------------------------------- | ------------- | ----- | ----- | ----- |
| 25 iulie | 18:00 | Kento Momota  | 2–0 Arhivat în 25 iulie 2021, la Wayback Machine. | Timothy Lam   | 21–12 | 21–9  |       |
| 26 iulie | 18:40 | Heo Kwang-hee | 2–0 Arhivat în 26 iulie 2021, la Wayback Machine. | Timothy Lam   | 21–10 | 21–15 |       |
| 28 iulie | 20:00 | Kento Momota  | 0–2 Arhivat în 28 iulie 2021, la Wayback Machine. | Heo Kwang-hee | 15–21 | 19–21 |       |

#### Grupa C
| Loc | Jucător            | MJ | MC | MP | SC | SP | DS | PC | PP | DP  | DS | Calificare                       |
| --- | ------------------ | -- | -- | -- | -- | -- | -- | -- | -- | --- | -- | -------------------------------- |
| 1   | Kevin Cordón (GUA) | 2  | 2  | 0  | 4  | 0  | +4 | 85 | 59 | +26 | 2  | Calificare în optimile de finală |
| 2   | Ng Ka Long (HKG)   | 2  | 1  | 1  | 2  | 2  | 0  | 75 | 62 | +11 | 1  |                                  |
| 3   | Lino Muñoz (MEX)   | 2  | 0  | 2  | 0  | 4  | -4 | 45 | 84 | -39 | 0  |                                  |

| Dată     | Oră   | Jucător 1    | Scor                                              | Jucător 2    | Set 1 | Set 2 | Set 3 |
| -------- | ----- | ------------ | ------------------------------------------------- | ------------ | ----- | ----- | ----- |
| 24 iulie | 10:20 | Ng Ka Long   | 2–0 Arhivat în 29 iulie 2021, la Wayback Machine. | Lino Muñoz   | 21–9  | 21–10 |       |
| 26 iulie | 14:00 | Kevin Cordón | 2–0 Arhivat în 26 iulie 2021, la Wayback Machine. | Lino Muñoz   | 21–14 | 21–12 |       |
| 28 iulie | 18:00 | Ng Ka Long   | 0–2 Arhivat în 27 iulie 2021, la Wayback Machine. | Kevin Cordón | 20–22 | 13–21 |       |

#### Grupa D
| Loc | Jucător               | MJ | MC | MP | SC | SP | DS | PC  | PP | DP  | DS | Calificare                       |
| --- | --------------------- | -- | -- | -- | -- | -- | -- | --- | -- | --- | -- | -------------------------------- |
| 1   | Mark Caljouw (NED)    | 2  | 2  | 0  | 4  | 1  | +3 | 101 | 68 | +33 | 2  | Calificare în optimile de finală |
| 2   | Misha Zilberman (ISR) | 2  | 1  | 1  | 3  | 2  | +1 | 82  | 91 | -9  | 1  |                                  |
| 3   | B. Sai Praneeth (IND) | 2  | 0  | 2  | 0  | 4  | -4 | 60  | 84 | -24 | 0  |                                  |

| Dată     | Oră   | Jucător 1       | Scor                                              | Jucător 2       | Set 1 | Set 2 | Set 3 |
| -------- | ----- | --------------- | ------------------------------------------------- | --------------- | ----- | ----- | ----- |
| 24 iulie | 13:00 | B. Sai Praneeth | 0–2 Arhivat în 25 iulie 2021, la Wayback Machine. | Misha Zilberman | 17–21 | 15-21 |       |
| 26 iulie | 11:20 | Mark Caljouw    | 2–1 Arhivat în 26 iulie 2021, la Wayback Machine. | Misha Zilberman | 17–21 | 21–9  | 21–10 |
| 28 iulie | 18:00 | B. Sai Praneeth | 0–2 Arhivat în 27 iulie 2021, la Wayback Machine. | Mark Caljouw    | 14–21 | 14–21 |       |

#### Grupa E
| Loc | Jucător              | MJ | MC | MP | SC | SP | DS | PC | PP | DP  | DS | Calificare                       |
| --- | -------------------- | -- | -- | -- | -- | -- | -- | -- | -- | --- | -- | -------------------------------- |
| 1   | Viktor Axelsen (DEN) | 2  | 2  | 0  | 4  | 0  | +4 | 84 | 45 | +39 | 2  | Calificare în optimile de finală |
| 2   | Kalle Koljonen (FIN) | 2  | 1  | 1  | 2  | 2  | 0  | 64 | 72 | -8  | 1  |                                  |
| 3   | Luka Wraber (AUT)    | 2  | 0  | 2  | 0  | 4  | -4 | 53 | 84 | -31 | 0  |                                  |

| Dată     | Oră   | Jucător 1      | Scor                                              | Jucător 2      | Set 1 | Set 2 | Set 3 |
| -------- | ----- | -------------- | ------------------------------------------------- | -------------- | ----- | ----- | ----- |
| 24 iulie | 19:20 | Viktor Axelsen | 2–0 Arhivat în 25 iulie 2021, la Wayback Machine. | Luka Wraber    | 21–12 | 21–11 |       |
| 26 iulie | 10:40 | Kalle Koljonen | 2–0 Arhivat în 26 iulie 2021, la Wayback Machine. | Luka Wraber    | 21–13 | 21–17 |       |
| 28 iulie | 18:40 | Viktor Axelsen | 2–0 Arhivat în 27 iulie 2021, la Wayback Machine. | Kalle Koljonen | 21–9  | 21–13 |       |

#### Grupa F
| Loc | Jucător                  | MJ | MC | MP | SC | SP | DS | PC  | PP | DP  | DS | Calificare                       |
| --- | ------------------------ | -- | -- | -- | -- | -- | -- | --- | -- | --- | -- | -------------------------------- |
| 1   | Wang Tzu-wei (TPE)       | 2  | 2  | 0  | 4  | 1  | +3 | 102 | 72 | +30 | 2  | Calificare în optimile de finală |
| 2   | Nhat Nguyen (IRL)        | 2  | 1  | 1  | 3  | 2  | +1 | 87  | 90 | -3  | 1  |                                  |
| 3   | Niluka Karunaratne (SRI) | 2  | 0  | 2  | 0  | 4  | -4 | 57  | 84 | -27 | 0  |                                  |

| Dată     | Oră   | Jucător 1    | Scor                                              | Jucător 2          | Set 1 | Set 2 | Set 3 |
| -------- | ----- | ------------ | ------------------------------------------------- | ------------------ | ----- | ----- | ----- |
| 24 iulie | 20:00 | Wang Tzu-wei | 2–0 Arhivat în 26 iulie 2021, la Wayback Machine. | Niluka Karunaratne | 21–12 | 21–15 |       |
| 26 iulie | 20:00 | Nhat Nguyen  | 2–0 Arhivat în 26 iulie 2021, la Wayback Machine. | Niluka Karunaratne | 21–16 | 21–14 |       |
| 28 iulie | 18:40 | Wang Tzu-wei | 2–1 Arhivat în 28 iulie 2021, la Wayback Machine. | Nhat Nguyen        | 21–12 | 18–21 | 21–12 |

#### Grupa G
| Loc | Jucător                | MJ | MC | MP | SC | SP | DS | PC  | PP | DP  | DS | Calificare                       |
| --- | ---------------------- | -- | -- | -- | -- | -- | -- | --- | -- | --- | -- | -------------------------------- |
| 1   | Jonatan Christie (INA) | 2  | 2  | 0  | 4  | 1  | +3 | 98  | 81 | +17 | 2  | Calificare în optimile de finală |
| 2   | Loh Kean Yew (SGP)     | 2  | 1  | 1  | 3  | 2  | +1 | 101 | 83 | +18 | 1  |                                  |
| 3   | Aram Mahmoud (EOR)     | 2  | 0  | 2  | 0  | 4  | -4 | 49  | 84 | -35 | 0  |                                  |

| Dată     | Oră   | Jucător 1        | Scor                                              | Jucător 2    | Set 1 | Set 2 | Set 3 |
| -------- | ----- | ---------------- | ------------------------------------------------- | ------------ | ----- | ----- | ----- |
| 24 iulie | 11:00 | Jonatan Christie | 2–0 Arhivat în 26 iulie 2021, la Wayback Machine. | Aram Mahmoud | 21–8  | 21–14 |       |
| 26 iulie | 20:00 | Loh Kean Yew     | 2–0 Arhivat în 28 iulie 2021, la Wayback Machine. | Aram Mahmoud | 21–15 | 21–12 |       |
| 28 iulie | 19:20 | Jonatan Christie | 2–1 Arhivat în 28 iulie 2021, la Wayback Machine. | Loh Kean Yew | 22–20 | 13–21 | 21–18 |

#### Grupa H
| Loc | Jucător             | MJ | MC | MP | SC | SP | DS | PC | PP | DP  | DS | Calificare                       |
| --- | ------------------- | -- | -- | -- | -- | -- | -- | -- | -- | --- | -- | -------------------------------- |
| 1   | Shi Yuqi (CHN)      | 1  | 1  | 0  | 2  | 0  | +2 | 42 | 17 | +25 | 1  | Calificare în optimile de finală |
| 2   | Matthew Abela (MLT) | 1  | 0  | 1  | 0  | 2  | -2 | 17 | 42 | -25 | 0  |                                  |
| 3   | Sören Opti (SUR)    | 0  | 0  | 0  | 0  | 0  | 0  | 0  | 0  | 0   | 0  | S-a retras                       |

| Dată     | Oră   | Jucător 1  | Scor                                              | Jucător 2     | Set 1      | Set 2      | Set 3      |
| -------- | ----- | ---------- | ------------------------------------------------- | ------------- | ---------- | ---------- | ---------- |
| 25 iulie | 12:40 | Shi Yuqi   | 2–0 Arhivat în 26 iulie 2021, la Wayback Machine. | Matthew Abela | 21–8       | 21–9       |            |
| 26 iulie | 19:20 | Sören Opti | N/J Arhivat în 27 iulie 2021, la Wayback Machine. | Matthew Abela | S-a retras | S-a retras | S-a retras |
| 28 iulie | 19:20 | Shi Yuqi   | N/J Arhivat în 27 iulie 2021, la Wayback Machine. | Sören Opti    | S-a retras | S-a retras | S-a retras |

#### Grupa I
| Loc | Jucător                       | MJ | MC | MP | SC | SP | DS | PC | PP | DP  | DS | Calificare                       |
| --- | ----------------------------- | -- | -- | -- | -- | -- | -- | -- | -- | --- | -- | -------------------------------- |
| 1   | Kanta Tsuneyama (JPN)         | 2  | 2  | 0  | 4  | 0  | +4 | 84 | 36 | +48 | 2  | Calificare în optimile de finală |
| 2   | Ygor Coelho de Oliveira (BRA) | 2  | 1  | 1  | 2  | 2  | 0  | 64 | 63 | +1  | 1  |                                  |
| 3   | Georges Paul (MRI)            | 2  | 0  | 2  | 0  | 4  | -4 | 35 | 84 | -49 | 0  | S-a retras                       |

| Dată     | Oră   | Jucător 1               | Scor                                              | Jucător 2               | Set 1 | Set 2 | Set 3 |
| -------- | ----- | ----------------------- | ------------------------------------------------- | ----------------------- | ----- | ----- | ----- |
| 25 iulie | 10:40 | Kanta Tsuneyama         | 2–0 Arhivat în 25 iulie 2021, la Wayback Machine. | Georges Paul            | 21–8  | 21–6  |       |
| 26 iulie | 14:00 | Ygor Coelho de Oliveira | 2–0 Arhivat în 26 iulie 2021, la Wayback Machine. | Georges Paul            | 21–5  | 21–16 |       |
| 28 iulie | 19:20 | Kanta Tsuneyama         | 2–0 Arhivat în 27 iulie 2021, la Wayback Machine. | Ygor Coelho de Oliveira | 21–14 | 21–8  |       |

#### Grupa J
| Loc | Jucător                        | MJ | MC | MP | SC | SP | DS | PC | PP | DP  | DS | Calificare                       |
| --- | ------------------------------ | -- | -- | -- | -- | -- | -- | -- | -- | --- | -- | -------------------------------- |
| 1   | Anthony Sinisuka Ginting (INA) | 2  | 2  | 0  | 4  | 0  | +4 | 84 | 43 | +41 | 2  | Calificare în optimile de finală |
| 2   | Sergey Sirant (COR)            | 2  | 1  | 1  | 2  | 2  | 0  | 64 | 78 | -14 | 1  |                                  |
| 3   | Gergely Krausz (HUN)           | 2  | 0  | 2  | 0  | 4  | -4 | 57 | 84 | -27 | 0  |                                  |

| Dată     | Oră   | Jucător 1                | Scor                                              | Jucător 2      | Set 1 | Set 2 | Set 3 |
| -------- | ----- | ------------------------ | ------------------------------------------------- | -------------- | ----- | ----- | ----- |
| 25 iulie | 13:20 | Anthony Sinisuka Ginting | 2–0 Arhivat în 25 iulie 2021, la Wayback Machine. | Gergely Krausz | 21–13 | 21–8  |       |
| 27 iulie | 10:00 | Sergey Sirant            | 2–0 Arhivat în 26 iulie 2021, la Wayback Machine. | Gergely Krausz | 21–18 | 21–18 |       |
| 28 iulie | 18:00 | Anthony Sinisuka Ginting | 2–0 Arhivat în 28 iulie 2021, la Wayback Machine. | Sergey Sirant  | 21–12 | 21–10 |       |

#### Grupa K
| Loc | Jucător                     | MJ | MC | MP | SC | SP | DS | PC | PP | DP  | DS | Calificare                       |
| --- | --------------------------- | -- | -- | -- | -- | -- | -- | -- | -- | --- | -- | -------------------------------- |
| 1   | Toby Penty (GBR)            | 2  | 2  | 0  | 4  | 0  | +4 | 84 | 60 | +24 | 2  | Calificare în optimile de finală |
| 2   | Kantaphon Wangcharoen (THA) | 2  | 1  | 1  | 2  | 2  | 0  | 73 | 70 | +3  | 1  |                                  |
| 3   | Kai Schäfer (GER)           | 2  | 0  | 2  | 0  | 4  | -4 | 57 | 84 | -27 | 0  |                                  |

| Dată     | Oră   | Jucător 1             | Scor                                              | Jucător 2   | Set 1 | Set 2 | Set 3 |
| -------- | ----- | --------------------- | ------------------------------------------------- | ----------- | ----- | ----- | ----- |
| 25 iulie | 20:00 | Kantaphon Wangcharoen | 2–0 Arhivat în 25 iulie 2021, la Wayback Machine. | Kai Schäfer | 21–13 | 21–15 |       |
| 27 iulie | 10:40 | Toby Penty            | 2–0 Arhivat în 25 iulie 2021, la Wayback Machine. | Kai Schäfer | 21–18 | 21–11 |       |
| 28 iulie | 20:00 | Kantaphon Wangcharoen | 0–2 Arhivat în 27 iulie 2021, la Wayback Machine. | Toby Penty  | 19–21 | 12–21 |       |

#### Grupa L
| Loc | Jucător                  | MJ | MC | MP | SC | SP | DS | PC | PP | DP  | DS | Calificare                       |
| --- | ------------------------ | -- | -- | -- | -- | -- | -- | -- | -- | --- | -- | -------------------------------- |
| 1   | Anders Antonsen (DEN)    | 2  | 2  | 0  | 4  | 0  | +4 | 84 | 57 | +27 | 2  | Calificare în optimile de finală |
| 2   | Ade Resky Dwicahyo (AZE) | 2  | 1  | 1  | 2  | 2  | 0  | 73 | 74 | -1  | 1  |                                  |
| 3   | Nguyễn Tiến Minh (VIE)   | 2  | 0  | 2  | 0  | 4  | -4 | 58 | 84 | -26 | 0  |                                  |

| Dată     | Oră   | Jucător 1          | Scor                                              | Jucător 2          | Set 1 | Set 2 | Set 3 |
| -------- | ----- | ------------------ | ------------------------------------------------- | ------------------ | ----- | ----- | ----- |
| 25 iulie | 20:00 | Anders Antonsen    | 2–0 Arhivat în 28 iulie 2021, la Wayback Machine. | Nguyễn Tiến Minh   | 21–13 | 21–13 |       |
| 27 iulie | 20:00 | Ade Resky Dwicahyo | 2–0 Arhivat în 25 iulie 2021, la Wayback Machine. | Nguyễn Tiến Minh   | 21–14 | 21–18 |       |
| 28 iulie | 20:00 | Anders Antonsen    | 2–0 Arhivat în 27 iulie 2021, la Wayback Machine. | Ade Resky Dwicahyo | 21–16 | 21–15 |       |

#### Grupa M
| Loc | Jucător               | MJ | MC | MP | SC | SP | DS | PC | PP | DP  | DS | Calificare                       |
| --- | --------------------- | -- | -- | -- | -- | -- | -- | -- | -- | --- | -- | -------------------------------- |
| 1   | Lee Zii Jia (MAS)     | 2  | 2  | 0  | 4  | 0  | +4 | 84 | 38 | +46 | 2  | Calificare în optimile de finală |
| 2   | Brice Leverdez (FRA)  | 2  | 1  | 1  | 2  | 2  | 0  | 64 | 60 | +4  | 1  |                                  |
| 3   | Artem Pochtarov (UKR) | 2  | 0  | 2  | 0  | 4  | -4 | 34 | 84 | -50 | 0  |                                  |

| Dată     | Oră   | Jucător 1      | Scor                                              | Jucător 2       | Set 1 | Set 2 | Set 3 |
| -------- | ----- | -------------- | ------------------------------------------------- | --------------- | ----- | ----- | ----- |
| 25 iulie | 18:40 | Lee Zii Jia    | 2–0 Arhivat în 26 iulie 2021, la Wayback Machine. | Artem Pochtarov | 21–5  | 21–11 |       |
| 27 iulie | 13:20 | Brice Leverdez | 2–0 Arhivat în 27 iulie 2021, la Wayback Machine. | Artem Pochtarov | 21–10 | 21–8  |       |
| 28 iulie | 20:40 | Lee Zii Jia    | 2–0 Arhivat în 27 iulie 2021, la Wayback Machine. | Brice Leverdez  | 21–17 | 21–5  |       |

#### Grupa N
| Loc | Jucător           | MJ | MC | MP | SC | SP | DS | PC | PP | DP  | DS | Calificare                       |
| --- | ----------------- | -- | -- | -- | -- | -- | -- | -- | -- | --- | -- | -------------------------------- |
| 1   | Chen Long (CHN)   | 2  | 2  | 0  | 4  | 0  | +4 | 84 | 40 | +44 | 2  | Calificare în optimile de finală |
| 2   | Pablo Abián (ESP) | 2  | 1  | 1  | 2  | 2  | 0  | 63 | 60 | +3  | 1  |                                  |
| 3   | Raul Must (EST)   | 2  | 0  | 2  | 0  | 4  | -4 | 37 | 84 | -47 | 0  |                                  |

| Dată     | Oră   | Jucător 1   | Scor                                              | Jucător 2   | Set 1 | Set 2 | Set 3 |
| -------- | ----- | ----------- | ------------------------------------------------- | ----------- | ----- | ----- | ----- |
| 25 iulie | 14:00 | Chen Long   | 2–0 Arhivat în 26 iulie 2021, la Wayback Machine. | Raul Must   | 21–10 | 21–9  |       |
| 27 iulie | 10:00 | Pablo Abián | 2–0 Arhivat în 25 iulie 2021, la Wayback Machine. | Raul Must   | 21–7  | 21–11 |       |
| 28 iulie | 20:40 | Chen Long   | 2–0 Arhivat în 27 iulie 2021, la Wayback Machine. | Pablo Abián | 21–11 | 21–10 |       |

#### Grupa P
| Loc | Jucător               | MJ | MC | MP | SC | SP | DS | PC  | PP  | DP  | DS | Calificare                         |
| --- | --------------------- | -- | -- | -- | -- | -- | -- | --- | --- | --- | -- | ---------------------------------- |
| 1   | Chou Tien-chen (TPE)  | 2  | 2  | 0  | 4  | 1  | +3 | 101 | 82  | +19 | 2  | Calificare în optimile de finală   |
| 2   | Felix Burestedt (SWE) | 2  | 1  | 1  | 2  | 2  | 0  | 65  | 71  | -6  | 1  |                                    |
| 3   | Brian Yang (CAN)      | 2  | 0  | 2  | 1  | 4  | -3 | 88  | 101 | -13 | 0  | Calificare în sferturile de finală |

| Dată     | Oră   | Jucător 1      | Scor                                              | Jucător 2       | Set 1 | Set 2 | Set 3 |
| -------- | ----- | -------------- | ------------------------------------------------- | --------------- | ----- | ----- | ----- |
| 25 iulie | 10:00 | Chou Tien-chen | 2–0 Arhivat în 25 iulie 2021, la Wayback Machine. | Felix Burestedt | 21–12 | 21–11 |       |
| 27 iulie | 19:20 | Brian Yang     | 0–2 Arhivat în 25 iulie 2021, la Wayback Machine. | Felix Burestedt | 12–21 | 17–21 |       |
| 28 iulie | 18:40 | Chou Tien-chen | 2–1 Arhivat în 28 iulie 2021, la Wayback Machine. | Brian Yang      | 21–18 | 16–21 | 22–20 |

### Faza eliminatorie
Sursa:
|  | Optimi de finală | Optimi de finală               | Optimi de finală | Optimi de finală      | Optimi de finală |    |                                | Sferturi de finală | Sferturi de finală  | Sferturi de finală | Sferturi de finală             | Sferturi de finală |    |    | Semifinale         | Semifinale | Semifinale | Semifinale | Semifinale                     |                                |                                | Finala                         | Finala                         | Finala | Finala | Finala |  |
|  |                  |                                |                  |                       |                  |    |                                |                    |                     |                    |                                |                    |    |    |                    |            |            |            |                                |                                |                                |                                |                                |        |        |        |  |
|  |                  |                                |                  |                       |                  |    |                                | A1                 | Heo Kwang-hee (KOR) | 13                 | 18                             |                    |    |    |                    |            |            |            |                                |                                |                                |                                |                                |        |        |        |  |
|  |                  |                                |                  |                       |                  |    |                                | A1                 | Heo Kwang-hee (KOR) | 13                 | 18                             |                    |    |    |                    |            |            |            |                                |                                |                                |                                |                                |        |        |        |  |
|  |                  |                                | C1               | Kevin Cordón (GUA)    | 21               | 21 |                                |                    |                     |                    |                                |                    |    |    |                    |            |            |            |                                |                                |                                |                                |                                |        |        |        |  |
|  | C1               | Kevin Cordón (GUA)             | C1               | Kevin Cordón (GUA)    | 21               | 21 | 21                             | 3                  | 21                  |                    |                                |                    |    |    |                    |            |            |            |                                |                                |                                |                                |                                |        |        |        |  |
|  | C1               | Kevin Cordón (GUA)             |                  |                       |                  |    |                                |                    |                     |                    |                                |                    |    |    |                    |            |            |            |                                |                                |                                |                                |                                |        |        |        |  |
|  | D1               | Mark Caljouw (NED)             | 17               | 21                    | 19               |    |                                |                    |                     |                    |                                |                    |    |    |                    |            |            |            |                                |                                |                                |                                |                                |        |        |        |  |
|  | D1               | Mark Caljouw (NED)             | 17               | 21                    | 19               |    | C1                             | Kevin Cordón (GUA) | 18                  | 11                 |                                |                    |    |    |                    |            |            |            |                                |                                |                                |                                |                                |        |        |        |  |
|  |                  |                                |                  |                       |                  |    |                                |                    |                     |                    |                                |                    |    |    |                    |            |            |            |                                |                                |                                |                                |                                |        |        |        |  |
|  |                  |                                | E1               | Viktor Axelsen (DEN)  | 21               | 21 |                                |                    |                     |                    |                                |                    |    |    |                    |            |            |            |                                |                                |                                |                                |                                |        |        |        |  |
|  | E1               | Viktor Axelsen (DEN)           | E1               | Viktor Axelsen (DEN)  | 21               | 21 | 21                             | 21                 |                     |                    |                                |                    |    |    |                    |            |            |            |                                |                                |                                |                                |                                |        |        |        |  |
|  | E1               | Viktor Axelsen (DEN)           |                  |                       |                  |    |                                |                    |                     |                    |                                |                    |    |    |                    |            |            |            |                                |                                |                                |                                |                                |        |        |        |  |
|  | F1               | Wang Tzu-wei (TPE)             | 16               | 14                    |                  |    |                                |                    |                     |                    |                                |                    |    |    |                    |            |            |            |                                |                                |                                |                                |                                |        |        |        |  |
|  | F1               | Wang Tzu-wei (TPE)             | 16               | 14                    |                  | E1 | Viktor Axelsen (DEN)           | 21                 | 21                  |                    |                                |                    |    |    |                    |            |            |            |                                |                                |                                |                                |                                |        |        |        |  |
|  |                  |                                |                  |                       |                  | E1 | Viktor Axelsen (DEN)           | 21                 | 21                  |                    |                                |                    |    |    |                    |            |            |            |                                |                                |                                |                                |                                |        |        |        |  |
|  |                  |                                | H1               | Shi Yuqi (CHN)        | 13               | 13 |                                |                    |                     |                    |                                |                    |    |    |                    |            |            |            |                                |                                |                                |                                |                                |        |        |        |  |
|  | G1               | Jonatan Christie (INA)         | H1               | Shi Yuqi (CHN)        | 13               | 13 | 11                             | 9                  |                     |                    |                                |                    |    |    |                    |            |            |            |                                |                                |                                |                                |                                |        |        |        |  |
|  | G1               | Jonatan Christie (INA)         |                  |                       |                  |    |                                |                    |                     |                    |                                |                    |    |    |                    |            |            |            |                                |                                |                                |                                |                                |        |        |        |  |
|  | H1               | Shi Yuqi (CHN)                 | 21               | 21                    |                  |    |                                |                    |                     |                    |                                |                    |    |    |                    |            |            |            |                                |                                |                                |                                |                                |        |        |        |  |
|  | H1               | Shi Yuqi (CHN)                 | 21               | 21                    |                  | E1 | Viktor Axelsen (DEN)           | 21                 | 21                  |                    |                                |                    |    |    |                    |            |            |            |                                |                                |                                |                                |                                |        |        |        |  |
|  |                  |                                |                  |                       |                  |    |                                |                    |                     |                    |                                |                    |    |    |                    |            |            |            |                                |                                |                                |                                |                                |        |        |        |  |
|  |                  |                                | N1               | Chen Long (CHN)       | 15               | 12 |                                |                    |                     |                    |                                |                    |    |    |                    |            |            |            |                                |                                |                                |                                |                                |        |        |        |  |
|  | I1               | Kanta Tsuneyama (JPN)          | N1               | Chen Long (CHN)       | 15               | 12 | 18                             | 14                 |                     |                    |                                |                    |    |    |                    |            |            |            |                                |                                |                                |                                |                                |        |        |        |  |
|  | I1               | Kanta Tsuneyama (JPN)          |                  |                       |                  |    | 18                             | 14                 |                     |                    |                                |                    |    |    |                    |            |            |            |                                |                                |                                |                                |                                |        |        |        |  |
|  | J1               | Anthony Sinisuka Ginting (INA) | 21               | 21                    |                  |    |                                |                    |                     |                    |                                |                    |    |    |                    |            |            |            |                                |                                |                                |                                |                                |        |        |        |  |
|  | J1               | Anthony Sinisuka Ginting (INA) | 21               | 21                    |                  | J1 | Anthony Sinisuka Ginting (INA) | 21                 | 15                  | 21                 |                                |                    |    |    |                    |            |            |            |                                |                                |                                |                                |                                |        |        |        |  |
|  |                  |                                |                  |                       |                  | J1 | Anthony Sinisuka Ginting (INA) | 21                 | 15                  | 21                 |                                |                    |    |    |                    |            |            |            |                                |                                |                                |                                |                                |        |        |        |  |
|  |                  |                                | L1               | Anders Antonsen (DEN) | 18               | 21 | 18                             |                    |                     |                    |                                |                    |    |    |                    |            |            |            |                                |                                |                                |                                |                                |        |        |        |  |
|  | K1               | Toby Penty (GBR)               | L1               | Anders Antonsen (DEN) | 18               | 21 | 18                             | 10                 | 15                  |                    |                                |                    |    |    |                    |            |            |            |                                |                                |                                |                                |                                |        |        |        |  |
|  | K1               | Toby Penty (GBR)               |                  |                       |                  |    |                                |                    |                     |                    |                                |                    |    |    |                    |            |            |            |                                |                                |                                |                                |                                |        |        |        |  |
|  | L1               | Anders Antonsen (DEN)          | 21               | 21                    |                  |    |                                |                    |                     |                    |                                |                    |    |    |                    |            |            |            |                                |                                |                                |                                |                                |        |        |        |  |
|  | L1               | Anders Antonsen (DEN)          | 21               | 21                    |                  | J1 | Anthony Sinisuka Ginting (INA) | 16                 | 11                  |                    |                                |                    |    |    |                    |            |            |            |                                |                                |                                |                                |                                |        |        |        |  |
|  |                  |                                |                  |                       |                  |    |                                |                    |                     |                    |                                |                    |    |    |                    |            |            |            |                                |                                |                                |                                |                                |        |        |        |  |
|  |                  |                                | N1               | Chen Long (CHN)       | 21               | 21 |                                |                    |                     |                    |                                |                    |    |    |                    |            |            |            |                                |                                |                                |                                |                                |        |        |        |  |
|  | M1               | Lee Zii Jia (MAS)              | N1               | Chen Long (CHN)       | 21               | 21 | 21                             | 19                 | 5                   |                    |                                |                    |    |    |                    |            |            |            | Meciul pentru medalia de bronz | Meciul pentru medalia de bronz | Meciul pentru medalia de bronz | Meciul pentru medalia de bronz | Meciul pentru medalia de bronz |        |        |        |  |
|  | M1               | Lee Zii Jia (MAS)              |                  |                       |                  |    |                                |                    |                     |                    |                                |                    |    |    |                    |            |            |            |                                |                                |                                |                                |                                |        |        |        |  |
|  | N1               | Chen Long (CHN)                | 8                | 21                    | 21               |    |                                |                    |                     |                    |                                |                    |    |    |                    |            |            |            |                                |                                |                                |                                |                                |        |        |        |  |
|  | N1               | Chen Long (CHN)                | 8                | 21                    | 21               |    | N1                             | Chen Long (CHN)    | 21                  | 9                  | 21                             |                    |    | C1 | Kevin Cordón (GUA) | 11         | 13         |            |                                |                                |                                |                                |                                |        |        |        |  |
|  |                  |                                |                  |                       |                  |    | N1                             | Chen Long (CHN)    | 21                  | 9                  | 21                             |                    |    | C1 | Kevin Cordón (GUA) | 11         | 13         |            |                                |                                |                                |                                |                                |        |        |        |  |
|  |                  |                                | P1               | Chou Tien-chen (TPE)  | 14               | 21 | 14                             |                    |                     | J1                 | Anthony Sinisuka Ginting (INA) | 21                 | 21 |    |                    |            |            |            |                                |                                |                                |                                |                                |        |        |        |  |